# Sp!ts
Sp!ts (spreek uit Spits) was een Nederlandse gratis krant (1999-2014) op tabloidformaat. Het blad verscheen op weekdagen en werd hoofdzakelijk verspreid onder reizigers in het openbaar vervoer. Het werd uitgegeven door Telegraaf Landelijke Media dat onderdeel is van Telegraaf Media Groep (TMG).

## Geschiedenis
Op 21 juni 1999 verscheen de eerste Sp!ts, gelijktijdig met de eerste metro. In 2000 en 2001 bestond er ook een middageditie onder de naam News.nl met een andere vormgeving. In vergelijking tot Sp!ts leunde deze krant minder op persberichten maar produceerde eigen nieuws waarbij het internet als belangrijkste informatiebron werd gebruikt. De krant werd echter geen succes en verdween na relatief korte tijd weer.
Op 1 augustus 2013 werd de redactie van Sp!ts samengevoegd met die van voormalig concurrent Metro. Deze nieuwe redactie Gratis Dagbladen maakte vanaf dat moment zowel Metro als Sp!ts. Hoofdredacteur van beide kranten was Robert van Brandwijk.
Op 14 juli 2014 maakte TMG bekend in oktober 2014 te stoppen met de uitgave van Sp!ts. Op 9 oktober 2014 verscheen de laatste editie waarna het bedrijf enkel doorging met Metro, dat sommige katernen uit Sp!ts overnam. De website spitsnieuws.nl bleef tot 1 december 2015 bestaan, waarna de naam veranderde in Metro XL.

## Distributie
In tegenstelling tot de Metro en De Pers had Sp!ts lang geen eigen krantenbak op NS-stations, de belangrijkste distributiepunten. De Sp!ts werd tot het najaar van 2009 uitgedeeld buiten de NS-stations. Daarnaast had de Sp!ts uitdeelplaatsen bij IKEA's, in restaurants van McDonald's en in de bussen van Arriva, Connexxion, GVB, Qbuzz, Syntus en Veolia. Later stonden er wel krantenbakken op onder andere de stations. Vanaf 30 juni 2008 was de krant bij alle PLUS-supermarkten verkrijgbaar. 
Sinds het samengaan met Metro ging ook de distributie van beide kranten samen. Zowel Sp!ts als Metro waren sinds 1 augustus 2013 verkrijgbaar via bakken op de treinstations in Nederland.
Het uitdelen van gratis kranten heeft veel 'zwerfkranten' tot gevolg. Daarom betaalde Sp!ts mee aan de schoonmaakkosten van onder andere NS-treinen en NS-stations.
Naast de krant ontwikkelde Sp!ts sinds 2006 ook nieuwe mediakanalen: narrowcasting. Via beeldschermen in de openbare ruimte, zoals op stations maar ook in de bussen van de Valleilijn, bood Sp!ts nieuws in tekst en beeld.

## Columnisten
Sp!ts heeft een aantal columnisten gehad. Enkele bekenden waren Peter Paul de Vries, Hero Brinkman en Harry van Bommel. De twee laatstgenoemden schreven wekelijks om de beurt een aan elkaar gerichte column onder het kopje Haagse Herrie.
In 2011 heeft Sp!ts vijf columnisten aangetrokken, elke met een eigen dag:
- maandag: Jan Dijkgraaf
- dinsdag: Dominique van der Heyde
- woensdag: Katinka Polderman
- donderdag: Filemon Wesselink
- vrijdag: James Worthy

Sinds 2011 is de samenstelling meerdere malen gewijzigd.

## Cartoons
De Sp!ts stond bekend om haar grote variëteit aan korte strips, die doorgaans bestonden uit drie plaatjes.
De strips stonden dagelijks op de sportpagina. Aanvankelijk was dit voornamelijk de strip Koots (fonetische spelling van het woord ‘coach’), door Bert Dekker. Hierin werden de sportactualiteiten op de hak genomen. Tussen 2003 en 2004 verscheen ook korte tijd de reeks Distelhof in de krant, gemaakt door René Leisink en Michiel van de Vijver. Hierin stonden zes bewoners van een bejaardentehuis centraal, waarmee thema’s als vergrijzing en generatieverschillen op humoristische wijze werden geduid.
Vanaf 2007 moest Koots plaatsmaken voor een verzameling andere strips, die niet meer enkel gericht waren op sport maar ook diverse andere onderwerpen behandelden. Dit betrof in de eerste plaats de strip Beestjes van de striptekenaar Schwantz, die in 2007 was bekroond tot winnaar van een stripwedstrijd die de Sp!ts had georganiseerd om nieuw talent te ontdekken.
De tweede strip die vanaf 2010 dagelijks in de Sp!ts verscheen was ‘Strip-Up’ van de Nederlandse stand-up comedian John Schleipen. In deze strip hanteerde een simpel format waarin een comedian vanaf een podium een scherpe grap of observatie deelde. In vergelijking tot de andere strips was ‘Strip-Up’ meer gericht op de dagelijkse actualiteit. Vaak werd gerefereerd aan een nieuwsbericht uit de krant. De derde strip die vanaf 2008 in de Sp!ts verscheen was AAaRGH, van de Belgische cartoonist Mario de Koninck. In tegenstelling tot de andere strips bestond deze uit een enkel plaatje met een duidelijke clou.
Tussen 2010 en 2014 vonden er opnieuw grote veranderingen plaats in het stripaanbod van de Sp!ts. Strip-Up verdween en maakte plaats voor een tweetal nieuwe strips met bekendere personages. De eerste betrof Hägar, gebaseerd op de stripreeks Hägar the Horrible van de Amerikaanse tekenaar Dik Browne. In deze strip, die nooit verwijzingen naar de actualiteit bevatte, stond een Viking centraal die zich bezighield met het plunderen van dorpen maar thuis gedomineerd werd door zijn vrouw Helga. 
In 2010 werd de striprubriek tevens verreikt met De Rode Kater van Libelle, waardoor de Sp!ts maar liefst vier verschillende strips bevatte. Net als in Strip-Up stond hierin een personage centraal die een gedachte of overpeinzing deelde over een actueel onderwerp. Dit betrof Edgar Allen Poes, een personage uit de stripreeks Jan Jans en de Kinderen van Jan Kruis, die in 2010 haar veertigjarig jubileum bereikte. Het was naar aanleiding van deze mijlpaal dat de Rode Kater, die al langer te zien was in het vrouwenweekblad Libelle, ook een eigen strip kreeg in de Sp!ts. De strips werden gemaakt door tekstschrijver Eric Hercules en tekenaar Daniel van den Broek van Studio Jan Kruis.
In januari 2014 vond er opnieuw een verandering plaats toen De Rode Kater werd vervangen door Dating for Geeks van de Rotterdamse striptekenaar Kenny Rubenis. Hij had de stripreeks bedacht nadat hij gestopt was als assistent van Jean-Marc van Tol voor Fokke en Sukke, en was deze in eerste instantie in eigen beheer gaan uitgeven om te verkopen op stripbeurzen. De strip draaide om het moeizame datingleven van een groep ‘nerds’ met typische ‘nerdinteresses’ zoals videogames en cosplay. Dating for Geeks heeft maar een korte tijd onderdeel uitgemaakt van de Sp!ts, omdat de krant in oktober 2014 stopte met verschijnen.

## Oplage
Gemiddeld verspreide oplage van het Sp!ts  tussen 2001 en 2014
Cijfers volgens HOI, Instituut voor Media Auditing
Huidig
AD · Het Financieele Dagblad · Nederlands Dagblad · NRC · Reformatorisch Dagblad · De Telegraaf · Trouw · de Volkskrant

Voormalig
Agrarisch Dagblad (1986–2012, daarna verdergegaan onder de naam Boerderij Vandaag) · Algemeen Handelsblad (1828–1970) · Cobouw (1961–2016) · De Courant/Nieuws van de Dag (1923–1982, tot 1998 in Amsterdam) · DAG (2007–2008) · De Dag (1980) · De Echo (1892–1912) · De Maasbode (1885–1959) · Metro (1999–2020) · Het Nationale Dagblad (1936–1945) · De Nederlander (1897–1941, 1945–1947) · Nieuwe Rotterdamsche Courant (1843–1970) · nrc.next (2006–2021) · Het Parool (1944–1997, daarna alleen in Amsterdam) · De Pers (2007–2012) · Sp!ts (1999–2014) · Staatscourant (1814–2009, daarna alleen digitaal) · De Standaard (1872–1944) · De Tijd (1845–1974) · De Tribune (1916–1937) · Het Volk (1900–1945) · Het Volksdagblad (1937–1940) · Het Vrije Volk (1945–1971, tot 1991 in Rotterdam) · De Waarheid (1945–1990)
Lijst van dagbladen in binnen- en buitenland